# Амо Сагян
Амо Сагян (вірм. Համո Սահյան, справжнє ім'я Амаяк Саакович Григорян; 1914—1993) — радянський і вірменський поет.

## Життєпис
Амаяк Григорян народився 14 квітня 1914 року в селі Лор Російської імперії (пізніше — Сисіанського району Вірменської РСР, нині — Сюнікської області Вірменії).
Після здобуття початкової освіти на батьківщині продовжив навчання в Баку, де здобув середню освіту і перед німецько-радянською війною закінчив лінгвістичне відділення Бакинського педагогічного інституту (нині Азербайджанський державний педагогічний університет). У 1939—1941 роках працював літератором в журналі «Радянський письменник» у Баку. Став учасником війни, служив на флоті на Каспії. Член ВКП(б)/КПРС з 1946 року.
Після закінчення війни за запрошенням вірменського письменника Стефана Зорьяна приїхав до Єревану і деякий час жив у нього в будинку. У Єревані жив і працював до кінця життя.
Помер 17 липня 1993 року в Єревані. Був похований в Пантеоні імені Комітаса.
Був нагороджений орденами Трудового Червоного Прапора, Жовтневої Революції і Знак Пошани. Лауреат Державної премії Вірменської РСР (1975 рік, за збірку віршів «Սեզամ, բացվիր» − «Сезам, відкрийся»).

## Творчість
Друкуватися Амо Сагян почав в 1930-х роках. Член Союзу письменників СРСР з 1939 року.
Перший його збірник поезії «На березі Воротана» побачив світ у 1946 році. Потім вийшли збірки «На висотах» (1955), «Зелена тополя» (1959), «Вірменія в піснях» (1962), «Перед заходом сонця» (1963), «Пісня скель» (1968), «Роки мої» (1970), «Клич, журавель!» (1973) та інші.

## Пам'ять

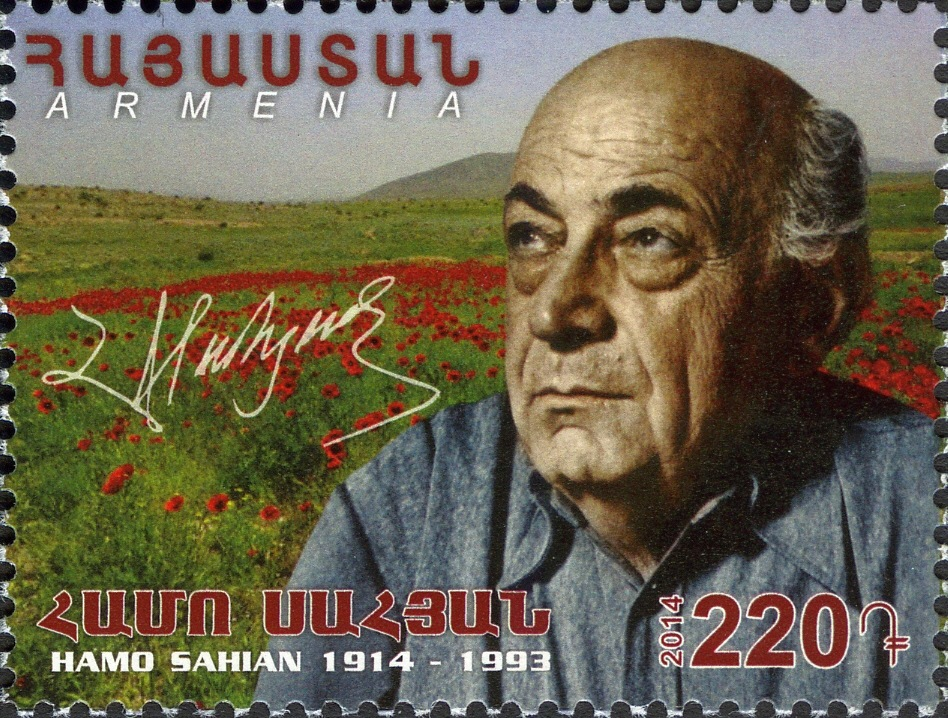
Поштова марка 2014 року

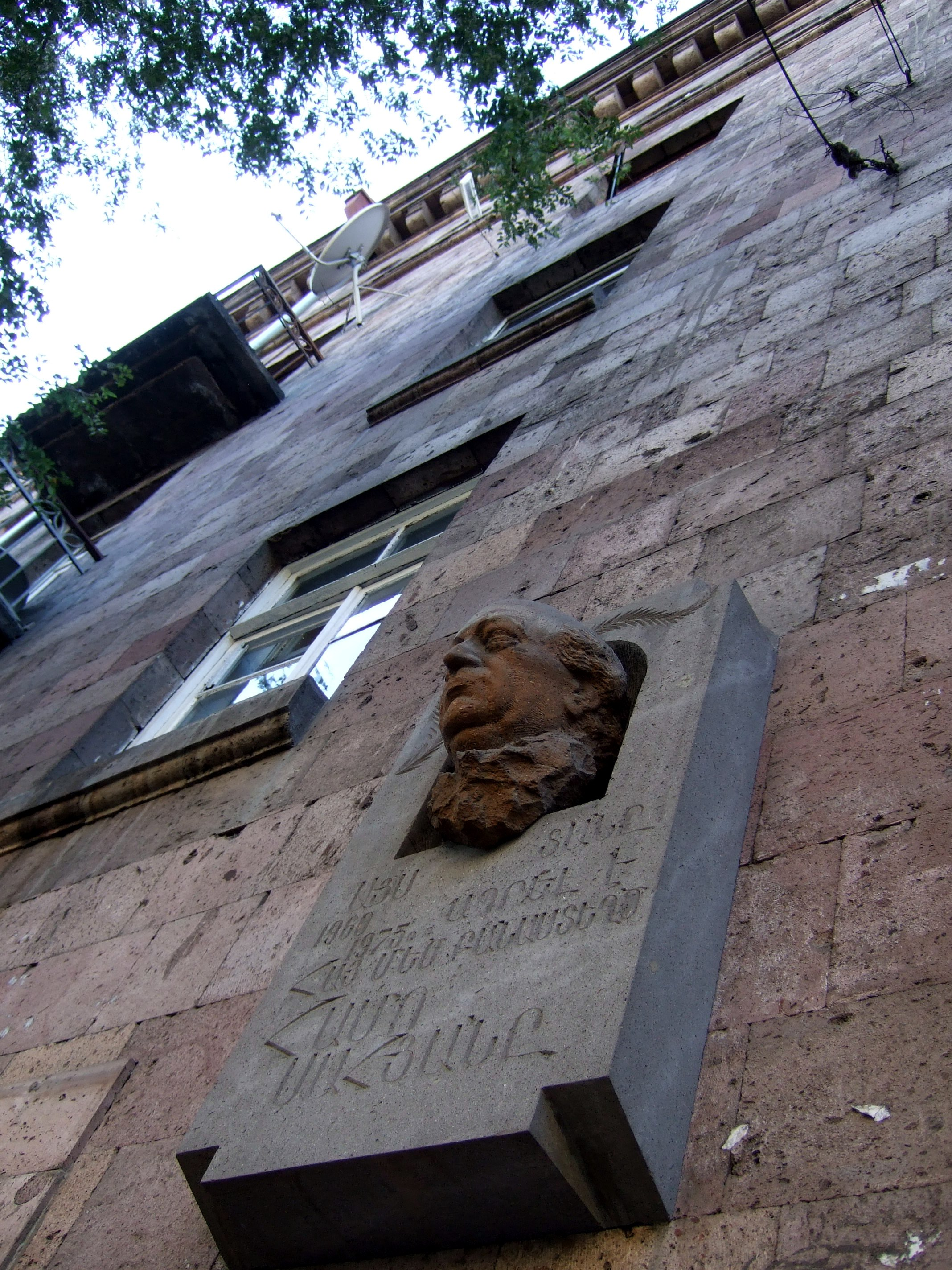
Пам'ятна дошка

- Іменем Амо Сагяна названа одна з вулиць Єреванського адміністративного району Арабкір і єреванська школа № 70.
- У місті Сісіан йому встановлено пам'ятник.
- У 1975 році художник Грант Степанян написав портрет Амо Сагяна, що знаходиться в Музеї літератури і мистецтва імені Єгіше Чаренца.
- У 2007 році на вулиці Касьяна в Єревані Сагяну була встановлена меморіальна дошка (скульптор Тик Багдасарян).
- 14 квітня 2014 року в рідному селі поета з нагоди його 100-річчя був відкритий будинок-музей.
- Також у 2014 році на його честь була випущена поштова марка Вірменії.